# 판타스틱 소녀백서
《판타스틱 소녀백서》(영어: Ghost World)는 미국, 영국, 독일에서 제작된 테리 즈와이고프 감독의 2001년 블랙 코미디 영화이다. 소라 버치, 스칼릿 조핸슨 등이 출연하였고, 존 맬커비치 등이 제작에 참여하였다.
2002년 제74회 아카데미상에서 대니얼 클라우스와 테리 즈와이고프가 각색상 후보에 올랐다.

## 출연진
- 소라 버치 - 이니드 역
- 스칼릿 조핸슨 - 리베카 역
- 스티브 부세미 - 시모어 역
- 브래드 렌프로 - 조시 역
- 일리아나 더글러스 - 로버타 올즈워스 역
- 밥 밸러밴 - 이니드 아버지 역
- 스테이시 트래비스 - 데이나 역
- 데이브 셰리든 - 더그 역
- 톰 맥가윈 - 조 역
- 브라이언 조지 - 사이드와인더 사장 역
- 팻 힐리 - 존 엘리스 역
- 리니 벨 - 졸업식 연사 역
- 에즈라 버징턴 - 앨 "위어드 앨" 역
- 애슐리 펠던 - 마거릿 역
- 데이비드 크로스 - 제럴드 역
- 패트릭 피슐러 - 마스터피스 비디오 직원 역
- 브루스 글러버 - 펠드먼 역
- 테리 가 - 맥신 역 (크레디트 미기재)

## 기타 제작진
- 라인 제작: 바버라 A. 홀
- 배역: 커샌드라 쿨루컨디스
- 미술: 에드워드 T. 매커보이
- 의상: 메리 조프리스

## 우리말 녹음
MBC 성우진
- 박소라 - 이니드 (소라 버치)
- 박선영 - 리베카 (스칼릿 조핸슨)
- 김호성 - 시모어 (스티브 부세미)
- 기경옥 - 로버타 (일리아나 더글러스)
- 이종혁 - 이니드 아빠 (밥 밸러밴)
- 정재헌 - 조시 (브래드 렌프로)
- 박태호
- 전임복
- 이인성
- 유은숙
- 오주연
- 이상범
- 최한
- 문남숙
- 방성준
- 이원찬
- 조현정
- 양준건
- 한경화